# Pluton (mitologia rzymska)
Pluton (gr. Πλούτων Ploútōn, od πλοῦτος ploûtos – bogactwo) – w mitologii rzymskiej uosobienie płodności ziemi, bogactwa, oraz wszelkich metali szlachetnych. Bóstwo pierwotnie utożsamiane z greckim Plutosem, później jeden z przydomków Hadesa.
W wierzeniach Rzymian był synem Saturna i Ops, bratem Jowisza, Neptuna, Ceres, Westy i Junony oraz małżonkiem Prozerpiny.
W mitologii rzymskiej groźny bóg świata podziemnego, identyfikowany z Dis Paterem. Składano mu ofiary ze zwierząt o ciemnej sierści (czarnych jagniąt lub świń).